# Nemesrádó
Nemesrádó là một thị trấn thuộc hạt Zala, Hungary. Thị trấn này có diện tích 14,02 km², dân số năm 2010 là 313 người, mật độ 22 người/km².